# Гнатив, Николай-Ярослав Николаевич
Николай-Ярослав Николаевич Гнати́в (псевдонимы: Сергей Ярошинский, Ярослав Миколович, В. Столецький, Господин Никтарський; 1937—2015) — советский и украинский специалист в области информатики, писатель (прозаик), историк, литературовед, краевед, общественный и политический деятель. В широких кругах львовян был известен как «Ярко» или «Миколович». 

## Биография
Родился 29 октября 1937 года в Николаеве над Днестром (ныне Львовская область, Украина) в семье коренных николаевских мещан Марии Игнатьевны Старовецкой и Николая Николаевича Гнатива. 
После окончания Николаевской средней школы № 1 в 1954 году поступил в ЛПИ, из которого в 1956 году был исключён «за поступок, позорящий звание советского студента», и направлен на «перевоспитание» в войска. После службы в армии (1956—1959) вновь поступил в ЛПИ, который окончил в декабре 1964 и получил работу в этом же учебном заведении. Работал на разных должностях — от ассистента до старшего научного сотрудника и доцента кафедры «Автоматизированные системы управления».
Член Национального союза писателей Украины (1997). Доцент кафедры электронных вычислительных машин НУ «Львовская политехника». В конце 1980-х годов принадлежал к среде самиздатовского альманаха «Евшан-зелье».
Был одним из ведущих деятелей возрождения общественной и политической жизни во Львове в конце 1980-х — начале 1990-х годов. Депутат Львовского областного совета первых двух демократических созывов (1990—1998), член областного исполнительного комитета (1991—1992), председатель Фонда имущества Львовского областного совета (1992—1996), первый заместитель председателя областного совета (1997—1998). Был редактором и издателем (1992—1995) «Информационного бюллетеня по приватизации коммунальной собственности области», в котором опубликовал цикл статей и очерков по вопросам управления имуществом и его приватизации. В 1992 году возглавлял деловой комитет, который занимался переносом останков кардинала Иосифа Слипого из Рима во Львов. Член-основатель Клуба украинской греко-католической интеллигенции во Львове (1990).
Скончался 11 июля 2015 года во Львове.

### Семья
Жена Юлиана Устиянович, дочь Наталья и внук Теодор Рожанковский.

## Вклад в литературу и науку
Автор более 100 научных работ по информатике, в частности в области обработки зрительных и слуховых изображений, имел 10 авторских свидетельств на изобретения.
Как литератор впервые выступил (по приглашению Романа Федорива) в журнале «Октябрь» № 7 за 1977 год с публикацией «Красные кони» (повесть-эссе). Впоследствии печатал свои произведения в журналах «Колокол» (Львов), «Всесвіт» (Киев), «Киевская церковь» (Киев—Львов), в альманахе «Молодой буковинец» (Черновцы), в журналах «Ленинская молодежь» (впоследствии «Молодая Галичина»), «Вера отцов», «Цель», «Путь победы» и другие. Во времена цензурных ограничений его литературные работы публиковались в журналах «Наше слово» (Варшава), «Гомон Украины» (Монреаль) и альманахе «Евшан-зелье», где вёл рубрику «Весёлая гласность», под псевдонимами «Ярослав Николович», «Василий Столецький», «Сергей Ярошевский» и «Господин Нектарський».

## Награды и премии
- Орден «За заслуги» III степени
- Национальная премия Украины имени Тараса Шевченко (2011) — за книгу «Иван Франко»
- Премия номинации «Литературоведение, современная литературная критика и переводы-имени Михаила Возняка
- Нагрудный знак «Изобретатель СССР»